# Acoustic Archives
Acoustic Archives è un album acustico della christian metal band Tourniquet, pubblicato nel 1998.

## Tracce
1. Viento Borrascoso (Devastating Wind) – 2:51
2. Vanishing Lessons – 5:19
3. Claustrospelunker – 4:05
4. Bearing Gruesome Cargo – 4:54
5. Phantom Limb – 6:00
6. Bats – 3:23
7. Heads I Win, Tails You Lose – 4:13
8. If Pigs Could Fly – 4:02
9. Twilight – 5:01
10. Trivializing the Momentous, Complicating the Obvious – 6:36

## Formazione
- Luke Easter - voce
- Aaron Guerra - chitarra, voce, basso
- Ted Kirkpatrick - batteria, chitarra, basso